# Réal Gagnier
Pour les articles homonymes, voir Gagnier.
Réal Gagnier, né le 24 mars 1905 à Montréal et mort le 19 mars 1984, est un musicien et professeur de musique québécois.

## Vie et carrière
Réal Gagnier est né dans une importante famille de musiciens. Il étudie pour premier instrument la clarinette avec son père Joseph Gagnier, puis poursuit ses études auprès d’Alexandre Laurendeau et de Fernand Gillet. Il fait ses études en médecine à l’Université de Montréal, mais occupera toujours une profession du domaine musical.
Commençant sa carrière comme hautboïste solo à la Petite symphonie de Montréal, il jouera dans de nombreux orchestres, comme la musique des Canadian Grenadier Guards, le Montréal Orchestra, Concert symphonique de Montréal, l’orchestre de Radio-Canada. Il a joué pendant plus de trente ans au sein de l’Orchestre symphonique de Montréal. Il a aussi contribué à la formation du quintette d’instruments à vent Gagnier (1942-49), avec ses cinq frères, Lucien, Armand, Guillaume et Roland, avec J.-J. Gagnier pour directeur. En 1958, Réal reçoit une invitation de Casals au Festival de Prades, mais ne peut s’y rendre à cause d’ennuis de santé.
Réal Gagnier entreprend une carrière dans l’enseignement de la musique et  sera professeur à la faculté de musique de l’Université McGill, au Conservatoire de musique du Québec et à l’école de musique Vincent d’Indy. Il prendra des élèves en privé, dont Pierre-Vincent Plante, cor anglais À l'OSM depuis 1984, Armand Ferland, Bernard Jean et Jacques Simard.
Il prend sa retraite en 1972, achevant une longue carrière de professeur. Réal Gagnier figure dans l’édition 1975 du International Who’s Who in Music and Musician’s Directory.